# 塞尔和蒙吉亚尔
塞尔和蒙吉亚尔（法語：Serres-et-Montguyard，法語發音：[sɛʁ e mɔ̃ɡɥijaʁ]）是法国多尔多涅省的一个市镇，位于该省西南部，属于贝尔热拉克区。

## 地理
塞尔和蒙吉亚尔（44°40'26"N, 0°27'11"E）面积6.85 平方千米，位于法国新阿基坦大区多爾多涅省，该省份为法国西南部内陆省份，是法國本土面积第三大的省，大致对应佩里戈尔地区，北起顺时针与夏朗德省、上维埃纳省、科雷兹省、洛特省、洛特-加龙省、吉倫特省和滨海夏朗德省接壤。
与塞尔和蒙吉亚尔接壤的市镇（或旧市镇、城区）包括：拉扎克代梅、洛赞、圣欧班德卡德莱什、埃梅、丰罗克。

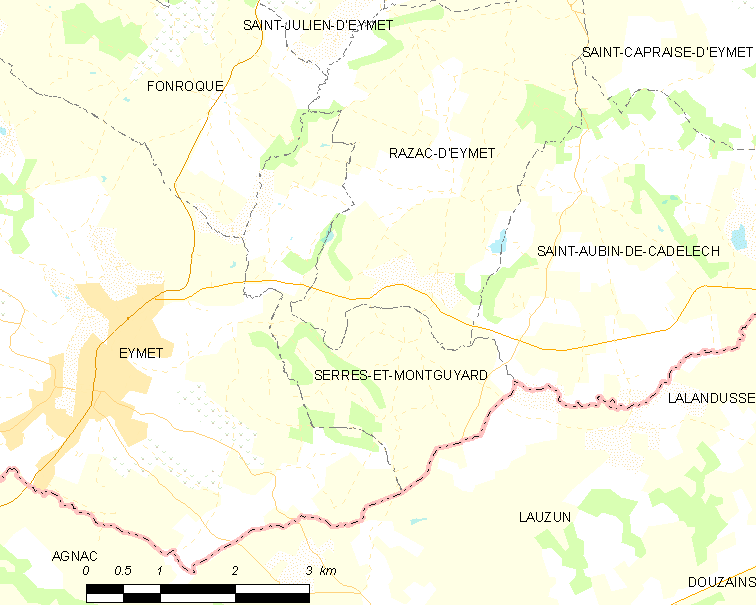
塞尔和蒙吉亚尔的OSM定位图

塞尔和蒙吉亚尔的时区为UTC+01:00、UTC+02:00（夏令时）。

## 行政
塞尔和蒙吉亚尔的邮政编码为24500，INSEE市镇编码为24532。

## 政治
塞尔和蒙吉亚尔所属的省级选区为南贝尔热拉库瓦县。

## 人口

1962-2008年间塞尔和蒙吉亚尔人口变化图示

塞尔和蒙吉亚尔于2022年1月1日时的人口数量为237人。